# ハハコグサ
ハハコグサ（母子草、学名: Pseudognaphalium affine）は、キク科ハハコグサ属の越年草である。道端や畑などに見られる小型の草で、全体が白い綿毛に包まれていて白っぽく見え、葉は細いへら形で、春から初夏に細かい黄色い花を密に咲かせる。春の七草の1つ、御形（ごぎょう、おぎょう）でもあり、茎葉の若いものを食用にする。

## 名称
ハハコグサの語源は諸説あるが、有力なものとしては、茎葉全体に白く軟らかい毛が密生し、花の冠毛も起毛状にほおけ立つことから、別名ホオコグサ（ホウコグサ）とよばれ、これを昔は「ほほける」を「ははける」と書いたので、当て字でハハコグサに転訛したといわれている。ホウコグサと言われたのは、江戸時代だといわれている。ホウケグサの名は、花が終わった後の綿毛が毛羽立つ（ほうける）様子から、「ほうける草」に由来する。別説では、幼苗を「這う子」に見立てて「ホウコ」になり、転じてハハコグサになったという説がある。また平安時代前期の文徳天皇の事績を記した『文徳実録』（879年）では、この植物は「母子」と呼ばれたり、「母子草」と記されているとされ、この草の物語を創作し、母子草の字を当てたとの説もある。
ハハコグサは春の七草の一つに数えられており、有名な四辻左大臣の歌で「ごぎょう」あるいは「おぎょう」と詠まれている。古名であるゴギョウ／オギョウ（御形）の語源は、厄除けのために御形とよばれる人形（ひとがた）を川に流した、雛祭りの古い風習が関係していると考えられている。
漢名（中国植物名）は鼠麹草（そきくそう）で、葉に軟毛があって、形がネズミの耳に似ていて、黄色い花とその形から麹を連想して名付けたといわれている。
日本の地方により、アワゴメ（粟米）、ウサギノミミ（兎の耳）、ホーコ、マワタソウ（真綿草）、キャーロツリクサ（蛙釣草）、コウジバナ（麹花）、モチグサ（餅草）など方言名がある。幼いころの名称は、カラスノオキュウ（烏のお灸）。
花言葉は、「いつも想う」である。

## 分布・生育地
中国からインドシナ、マレーシア、インドにまで分布する。平地から低山に分布する。日本では北海道から九州にかけて全国に見られるが、古代中国または、朝鮮半島から帰化したと言われる。
日当たりのよい荒れ地や野原、人里の道端や畑、家のまわりの空き地、田んぼなどに普通に見られる。

## 形態・生態
二年草（越年草）で、秋に発芽して、冬はへら形の白っぽい根出葉が地面に張り付くように広がってロゼットの状態で越冬し、春になると茎を伸ばして草丈15 - 40センチメートル (cm) になる。茎は株元から何本も分かれて茎立ちし、茎の下部でよく分枝する。葉は柄がなくて互生し、へら形から先端が丸い倒披針形になる。葉質はやわらかく、表は緑色、裏は多くの綿毛に覆われて、茎葉が全体的にやや白っぽく見える。根出葉は花のころにはほぼなくなり、葉と茎には白い綿毛が密生している。ハハコグサ全体を包んでいる軟毛は、害虫に食べられるのを防ぐためのものであると考えられている。
花期の春から初夏にかけて（4 - 6月ころ）、茎の先端に小さな頭状花序を散房状につけ、黄色い花が密に集まって多数咲かせる。頭花は、中心が両性花、周辺部は雌性花で球状につく。花径は総苞で約3ミリメートル (mm) ある。花が終わると、同科のタンポポと同じように、実は綿毛をつけて、風に乗せて種子を飛ばす。

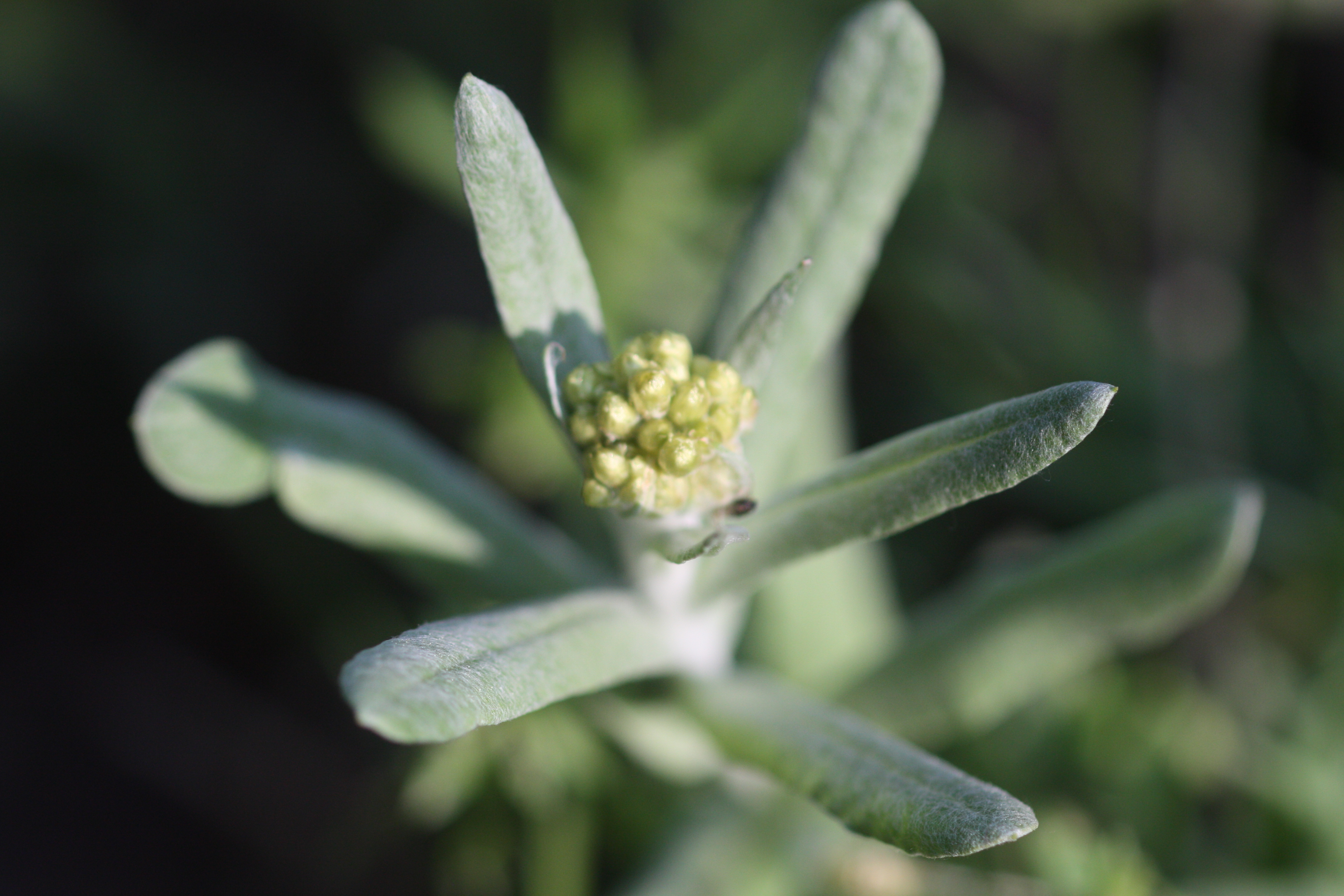
蕾
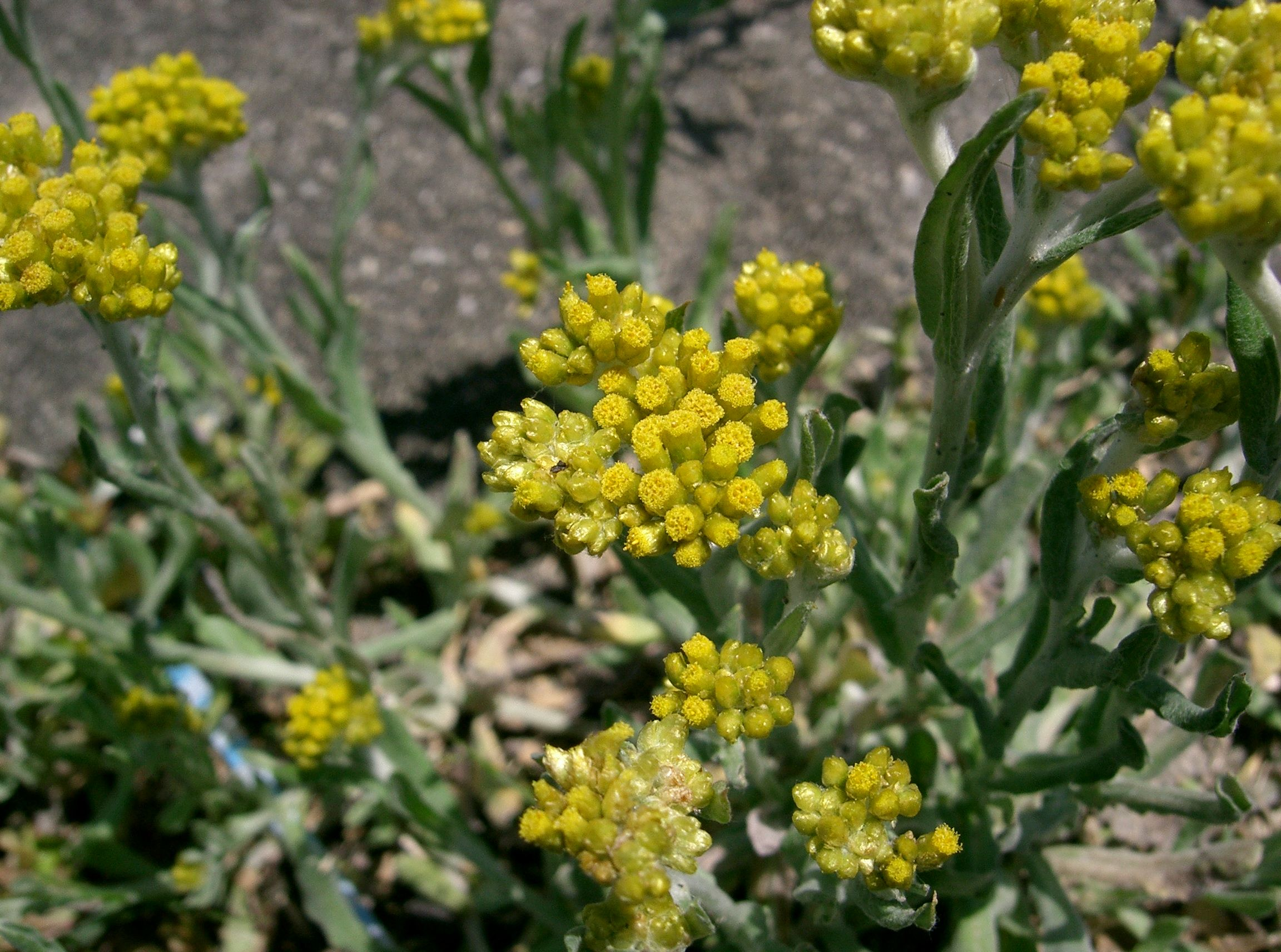
花

## 利用
オギョウとよばれる春の七草のひとつで、茎が立つ前の若芽は食用になり、七草がゆに入れたり、餅に混ぜて草餅にする。また、薬草として咳止めや去痰の薬用にも利用できる。

### 食用
春の七草でよばれるオギョウ／ゴギョウ（御形）は、幼苗のロゼットの部分を摘んで、他の具材とともに七草がゆに用いる。また茎が立つ以前の若苗を茹でてから細かく刻み、餅米の粉に混ぜ込んで、草餅、草団子をつくることができる。花がつき始めるころの草体は、葉の裏側の毛を除いて軽く茹でて水にさらし、おひたし、和え物にして食べることもできる。茹でても葉の綿毛が口にさわり、灰汁も繊維質も強いので、おひたしよりも生のものを天ぷらにして食べ、特有の香りを楽しむほうが向くといわれる。
かつては3月の節句に若芽を摘んで、餅に入れて草餅にして、「母子餅」とよんで祝いに用いられていた草であった。もともと草餅は、香りづけや色づけではなく、餅のつなぎとして草が入れられたもので、そこで全体に細かな毛が生えていたハハコグサが用いられ、餅に絡まって粘りを出すために役立てられていた。ハハコグサを使った「母子餅」は雛祭りに欠かせないものだったが、「母と子を臼と杵でつくのは縁起が良くない」として、平安時代ごろから蓬に代わったともされているが、実際には、出羽国秋田や丹後国峯山など、地方によっては19世紀でも草餅の材料として用いられている。餅草がヨモギに変わったのは、江戸時代初期ともいわれているが、これには異説もあり、明治のころからヨモギを使うようになったとみられるとする説もある。

### 薬用
花期の地上部の茎葉には、フラボノイドの一種であるルテオリン・モノグルコシド、フィトステロール、硝酸カリ、カリウム塩などを含んでいる。カリ塩が約1%と多く含むことから、尿の出を良くする利尿作用、痰の切れを良くする去痰作用があると考えられている。カリ塩以外の他の成分も、前記の作用を補助していると考えられている。
開花初期に、花がついた全草を採取し細かく裁断して日干ししたものには鼠麹草（そきくそう）という生薬名があるが、伝統的な漢方方剤では使わない。民間療法として、風邪や咳止め、扁桃炎、のどの腫れなどの症状改善に、鼠麹草1日量20グラムを約600 ccの水で半量になるまでとろ火で煮詰めた煎じ汁を、うがい薬として用いる用法が知られている。痰が多い咳で服用するときは、鼠麹草1日量5 - 10グラムを600 ccの水で煎じた汁で3回に分けて分服すると、寒いところで出る咳の場合に良いとされる。また急性腎炎などで尿の出が悪く身体がむくんだときに、鼠麹草1日量10グラムを前記に準じた煎じ汁で1日3回に分けて分服すると、利尿作用でむくみを軽くするといわれている。肺を温める薬草で、肺に熱があり、痰が黄色で、のどが渇く人には使用禁忌とされる。

## 栽培
開花後に白い綿状の冠毛が見えるものを採取し、苗床に蒔かれる。種子は極めて小さいため、土に押しつけて灌水し、落ち着かせる。

## ハハコグサ属
ハハコグサ属（ハハコグサぞく、学名: Pseudognaphalium、シノニム: Gnaphalium）は、キク科の属の一つ。世界中に100種ほどが知られ、日本ではハハコグサ、チチコグサ、アキノハハコグサなど5種ほど、それに若干の新しい帰化種が加わる。属の学名グナファリウムは、軟毛に由来するフェルトを意味する。英語名のエバーラスティングは、丈夫なラシャ布を表す語である。チチコグサとハハコグサは姿が似ているが、チチコグサの花色は褐色、ハハコグサは黄色であるので区別ができる。
- ハハコグサ Pseudognaphalium affine
- アイセイタカハハコグサ Pseudognaphalium affine × P. luteoalbum
- タイワンハハコグサ Pseudognaphalium formosanum
- アキノハハコグサ Pseudognaphalium hypoleucum - ハハコグサに似るが、夏以降に花をつけることと、ハハコグサの花茎が先端近くでだけ分枝するのに対して、アキノハハコグサでは中程からもよく分枝する点で区別される。本州（青森県三八地域）から九州の山地に生える。
  - アキノハハコグサモドキ Pseudognaphalium hypoleucum var. amoyense
- ニイタカチチコグサ Gnaphalium involucratum
- チチコグサ Gnaphalium japonicum - ハハコグサに似るが、花の色が褐色。
- セイタカハハコグサ Pseudognaphalium luteoalbum
- ヒメチチコグサ Gnaphalium uliginosum

なお、ウスベニチチコグサ属（学名: Gamochaeta）をハハコグサ属に含めることもある。
- ホソバノチチコグサモドキ Gamochaeta calviceps
- ウラジロチチコグサ Gamochaeta coarctata
- チチコグサモドキ Gamochaeta pensylvanica
- ウスベニチチコグサ Gamochaeta purpurea

## その他
やや姿の似た植物にはハハコグサ（あるいはハハコ）の名を持つものがある。代表的なものを以下に挙げる。
- イズハハコ Eschenbachia japonica
- ヤハズハハコ Anaphalis sinica
- カワラハハコ Anaphalis margaritacea var. yedoensis
- ヤマハハコ Anaphalis margaritacea var. margaritacea
- ハハコヨモギ Artemisia glomerata